# Lienardia curculio
Lienardia curculio is een slakkensoort uit de familie van de Clathurellidae. De wetenschappelijke naam van de soort is voor het eerst geldig gepubliceerd in 1869 door Nevill & Nevill.